# Thomas von Vegesack
Thomas von Vegesack (* 18. August 1928 in Munkfors, Schweden; † 9. Mai 2012 in Stockholm-Södermalm) war ein schwedischer Schriftsteller und Verleger.

## Leben
Thomas von Vegesack war Angehöriger der Adelsfamilie von Vegesack, ein Nachkomme des Rigaer Bürgermeisters Gotthard von Vegesack und ein Sohn der Eheleute Inga und Arved von Vegesack. Er hatte zwei Schwestern namens Barbro und Bitti. Die Familie von Vegesack stammte aus Westfalen, doch seit um 1460 vier Brüder Vegesack von Westfalen ins Baltikum gezogen waren, hatte die Familie dort gelebt und immer die deutsche Sprache weiter gepflegt. Thomas von Vegesacks Vater sowie sein Onkel Siegfried von Vegesack heirateten schwedische Frauen. Während Siegfried von Vegesack nach Deutschland zog, ließ sich Thomas von Vegesacks Vater in Schweden nieder.
Thomas von Vegesack legte 1948 in Uppsala das Abitur ab. Er studierte an der Universität Göteborg Französisch und Literatur. 1958 heiratete er die Bibliothekarin Anna Ulla Britta Nilsson; aus der Ehe gingen zwei Kinder hervor, die 1960 und 1965 geboren wurden. Seine Lizentiatenprüfung legte Thomas von Vegesack 1960 ab, danach zog er mit seiner Familie nach Stockholm, wo er Feuilletonredakteur bei der Stockholms Tidningen wurde. 1962 veröffentlichte er eine Sammlung deutscher Nachkriegsliteratur unter dem Titel Tal under galgen, 1970 folgte Inte bara Grass, 1978 Makten och fantasin und später Tankens Aristokrater och pennans betjänter sowie 1989 Smak för frihet. Ein weiteres Buch von Vegesacks trägt den Titel Stockholm 1851 und das letzte heißt Utan hem i tiden. Es handelt von Arved von Vegesack und der deutsch-baltischen Minderheit in Livland. 
Mehrere Jahre arbeitete Thomas von Vegesack für den Bonnier-Verlag, danach bei P. A. Norstedt. Er starb an den Folgen einer Krebserkrankung im Stockholmer Krankenhaus Södersjukhuset und wurde auf dem Friedhof in Skogskyrkogården beigesetzt.

## Tätigkeit im P.E.N.
1956 erhielt Thomas von Vegesack den Auftrag, ein Interview mit Heinrich Böll zu machen, der damals die Stadt besuchte. Bei dieser Gelegenheit hörte Thomas von Vegesack zum ersten Mal von der Gruppe 47. Eine vergleichbare Gruppierung von Schriftstellern gab es auch in Schweden; sie trug den Namen Svensk tyska sällskapet und wurde damals hauptsächlich von Gustav Korlén geprägt. Svensk tyska sällskapet lud in den Folgejahren immer wieder deutsche Schriftsteller nach Schweden ein; im September 1964 fand eine Tagung der Gruppe 47 in Sigtuna statt. Thomas von Vegesack vertrat die Meinung, die deutsche Literatur dieser Zeit habe die schwedische befruchtet und Autoren wie Per Olov Enquist und Lars Gustafsson hätten dadurch zu neuen Möglichkeiten einer kritischen Beschreibung der Wirklichkeit gefunden. Böll, der 1971 Präsident des internationalen P.E.N. geworden war, hatte nach Thomas von Vegesacks Ansicht besonderes Gewicht als moralische Instanz in der Gruppe. Unter anderem trat er dafür ein, inhaftierte Autoren und deren Familien finanziell zu unterstützen, wofür er einen Teil seines Nobelpreisgeldes verwendete. Thomas von Vegesack war mehrere Jahre lang Mitglied des Gremiums, das dieses Geld verteilte.
Von Vegesack war in den 1970er Jahren Sekretär des schwedischen P.E.N.-Clubs, von 1987 bis 1992 leitete er das internationale Komitee für gefangene Schriftsteller und ab 1993 gehörte er zu den Vizepräsidenten des internationalen P.E.N.

## Auszeichnungen
1999 erhielt Thomas von Vegesack den Friedrich-Gundolf-Preis der Deutschen Akademie für Sprache und Dichtung.
2012 erhielt er die Ehrendoktorwürde der juristischen Fakultät der Universität Uppsala.